# Малая Пудица
Малая Пудица (Пудица, Нижняя Пудица) — река в Тверской области России. Устье реки находится в 1,6 км от русла р. Волги по правому берегу (Угличское водохранилище, залив реки Медведицы). Длина реки составляет 60 км, площадь водосборного бассейна — 489 км².
До начала 2000-х годов река была судоходной до дер. Устиново (19 км от устья), на картах тех времен около крупных деревень были обозначены пристани.
Согласно воспоминаниям местных жителей, дачников и туристов до дер. Харпаево (12 км от устья) до начала 2000-х годов из Кимр ходил рейсовый теплоход типа "Москвич". С 2003 года судоходство по р. Малая Пудица прекращено, обстановка (бакены) не выставляется.

## Данные водного реестра
По данным государственного водного реестра России, относится к Верхневолжскому бассейновому округу. Речной бассейн — (Верхняя) Волга до Куйбышевского водохранилища (без бассейна Оки), речной подбассейн — бассейны притоков (Верхней) Волги до Рыбинского водохранилища, водохозяйственный участок — Волга от Иваньковского гидроузла до Угличского гидроузла (Угличское водохранилище).
Код объекта в государственном водном реестре — 08010100812110000004018.

## Притоки
(расстояние от устья)
- 11 км: река Лужменка (пр)
- 30 км: ручей Пятковский (лв)

## Интересные факты
В 2,5 км от устья находится база отдыха «Достоевский», названная так по названию колёсного парохода проекта 737А, который стоял там в качестве плавучей гостиницы.

Пароход «Достоевский» на р. Малая Пудица. 2010 год

Пароход «Достоевский» был известен тем, что снимался в художественном фильме «Жестокий романс» в «роли» парохода «Святая Ольга». Позже корпус парохода пришел в ветхость, несколько раз горел и в 2014 году был разрезан на металлолом.